# Talinum portulacifolium
Talinum portulacifolium är en tvåhjärtbladig växtart som först beskrevs av Forsk., och fick sitt nu gällande namn av Aschers. och Georg August Schweinfurth. Talinum portulacifolium ingår i släktet taliner, och familjen Talinaceae. Inga underarter finns listade i Catalogue of Life.

## Bildgalleri

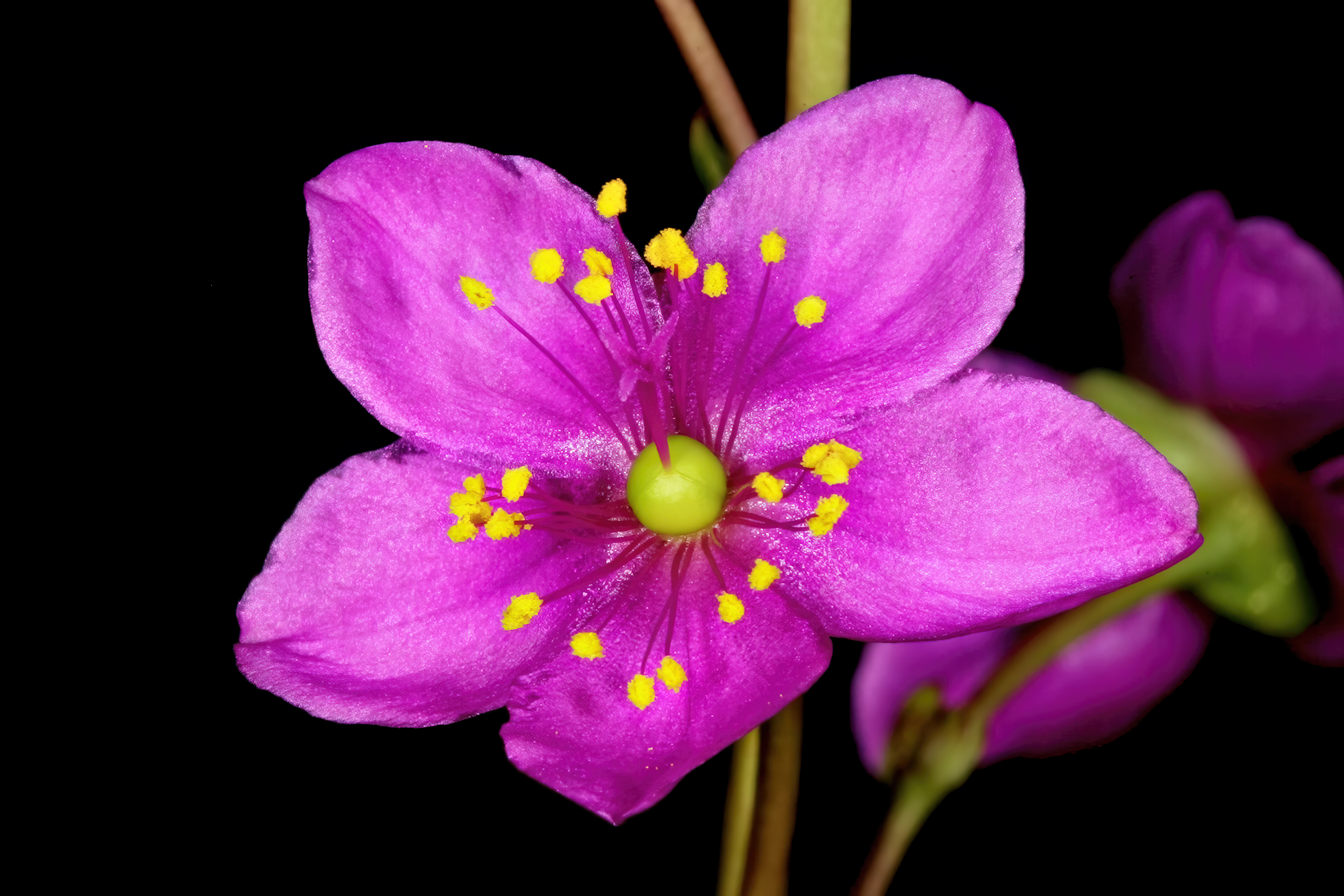